# Класична гитара

## Праисторија
Заједничком претечом жичаних инструмената – кордофона – сматра се музички лук, чији се настанак везује за доба палеолита. 30000. – 15000. године прије нове ере, док је Сахара још била плодна, а Европа у средњем палеолиту, човјек почиње да производи звукове на једној жици музичког лука. Група жичаних инструмената која се развила из музичког лука је група лаута. То су инструменти са жицама које се пружају дуж врата причвршћеног за тијело (које може бити разних облика). Раван струна паралелна је равни тијела.

## Стари вијек
У Месопотамији око 2500. п. н. е. јавља се лира са тијелом у облику бика, а око 1000. п. н. е. јављају се разни типови лаута.
У Персији, на ликовним споменицима приказани су свирачи на тадашњој лаути, званој тар. Под утицајем грчке културе користе се лире и китаре, а око 500. п. н. е. усавршава се већ постојећа лаута – барбат.
У Египту се користе разне врсте лира, прије свих оријентална лира - кинор, затим разне претече китаре и нефер – инструмент који се јавља у доба процвата египатске нове државе око 1500. п. н. е.
Најзначајнији инструменти из породице кордофона који су коришћени у старој Грчкој, су лира и китара. Лира је била кућни инструмент, док се китара свирала концертно.
У Риму су се користили инструменти из Грчке, док ће са римским присвајањем територија у употребу ући барбитос, пандура и фидикула.
Падом Римског царства у Европи почињу велике миграције народа и на сцену ступају и традиционални инструменти племена која насељавају Европу: Готи, Германи, Гали, Келти, Словени, Хуни, Визиготи, Арапи...

## Средњи вијек
Најважнији утицај на развој гитаре имали су Арапи који су населили данашњи дио Шпаније и ту остали преко 650 година. Кордоба, Севиља, Гранада и Валенсија су били центри арапске културе и уједно средишта музичког стваралаштва и градње инструмената. Арапи су са собом донијели и њихов најпопуларнији инструмент - ал`уд (на арапском значи дрво). Из арапског ал'уд-а ће се касније развити најпопуларнији инструмент европске ренесансе – лаута. Најпознатији музичар из тог времена је био Арабљанин Зириаб {Zyriab}, право име му је било Абу л'Хасан али ибн Нафи, рођен око 800. године, који је као теоретичар, композитор и виртуоз на ал'уд-у био утемељивач школе у Кордоби. 
Из касног средњег вијека, тачније из XIII вијека, потичу и први подаци о два инструмента који носе име гитара, а то су Гитара Мореска и Гитара Латина. Осим у писаним изворима, ова два инструмента представљени су и на сликама (Cantigas de Santa Maria - збирка пјесама шпанског краља Алфонса ел Савиа) и на скулптурама (прочеље катедрале у Леону, Шпанија).

## Ренесанса
Раздобље ренесансе у Европи, обиљежила су два инструмента из породице кордофона – лаута и вихуела. Вихуела је везана искључиво за Шпанију, док је лаута доживљавала процват у осталим европским земљама. У њиховој сјенци и трећи инструмент наставља свој развој, прво у Шпанији, а затим широм Европе – гитара.
У Шпанији је упоредо са вихуелом, која је била инструмент двора и виших сталежа, у употреби и гитара са четири реда, која је била популарнија у народу. Оваква гитара се свирала и у Италији, Енглеској и Француској, гдје је носила назив гитерн или гитерна.
Лаута доживљава процват у Италији, Енглеској и Француској током ренесансе, док ће у Њемачкој овај инструмент достићи врхунац у бароку.
Основни штим лауте био је устаљен већ у XV вијеку:
SOL-do-fa-la-re1-sol1
На овај основни штим постепено су додаване жице у басовом регистру, тако да у вријеме Џона Дауленда (John Dowland), ренесансна лаута има до 13 редова (дуплих парова жица које су штимане унисоно или октавно).

## Барок
У Шпанији се појављује нови инструмент – гитара са пет редова тј. барокна гитара. Штим барокне гитаре је: LA-re-sol-si-mi1. Први писани траг јавља се 1555. године код Хуана Бермуда, док сачувана литература датира с почетка XVII вијека. Исцрпан опис барокне гитаре даје Гаспар Санц (Gaspar Sanz) у својој књизи „Инструкције из музике за шпанску гитару“ (Instruccion de musica sobre la guitarra espagnola) издатој 1694. године. Док се на барокној гитари, цријевних жица, изводила полифона музика (пунтеадо стил свирања), дотле се друга варијанта овог инструмента тзв. гитара батенте (chitarra batente), са металним жицама, користила за једноставнију музику и корепетицију пјесама у акордима (расгуеадо стил свирања).
У Француској, почетком XVII вијека, број бордуна (слободних басова) на лаути се повећава. Група инструмената код којих је један крај басових жица причвршћен за основне, а други за помоћне чивије, називају се арћилаутама (итал. arciliuto). То су теорба и китароне и они су у ансамблима изводили басо континуо (basso continuo). Барокна лаута је најважнији инструмент овог доба. Штим, распоред жица, као и начин записивања музике разликују се у Њемачкој, Француској и Италији.

## XVIII вијек
У Шпанији, најстарији штампани документ који свједочи о појави гитаре са 6 редова је дјело Антонија Белестроса „Дјела за гитару са шест жица“ (Obras para guitarra de seis ordones) из 1780. године. Сви редови штимовани су унисоно осим шестог који је био октавни. Прве гитаре са шест једноструких жица, са штимом истим као данас, јављају се крајем XVIII вијекла у Италији и Француској. Прву школу гитаре са 6 жица „Школа музике“ (Escuela de musica) издао је Дионисио Агуадо 1825. године у Мадриду. У овом периоду мијења се и изглед гитаре, мијења се кобилица, систем за штимовање, дужина хватника, розета (која је сад отворена).

## XIX вијек
Током овог периода у Европи се појављују бројне варијанте гитаре, које се нису дуго задржале на концертном подијуму: романтична гитара, гитаре са 7,8 и 9 жица (на њима свирају Наполеон Косте и Јохан Каспар Мерц), затим терцине, квартине, октавине, гитар-лауте, гитар-харфе, гитар-лире итд.
У XIX вијеку настају романтичне гитаре које су и данас у употреби и на њима су свирали Паганини, Берлиоз, Мерц, Лењани, Косте идр. Најважнији градитељи из тог доба су: Француска – Гробер (Grobert) и Лакот (Lacote), Енглеска – Панормо (Panormo), Аустрија – Штауфер (Stauffer).
Средином XIX вијека на међународној сцени се појављује личност која је зацртала путању модерне гитаре – Антонио де Торес Хуардо (Antonio de Torres Juardo) (1817-1892). Његове прве гитаре настају у Севиљи и сачуване су до данас. У то доба Хулиан Аркас (Julian Arcas) и Франциско Тарега {Francisco Tarrega} почињу да свирају на његовим инструментима. Торесов рад је врхунац напора и експеримената дотадашњих генерација шпанских градитеља гитара. Он је уочио важност облика корпуса, односа мензуре 650 mm (дужина вибрирајуће жице), дебљине материјала од кога је изграђен инструмент, положаја звучног отвора и положаја кобилице. Највећу важност Торес је посветио горњој плочи (квалитет дрвета, начин сјечења, тачна дебљина) и њеном налучивању тј. ојачању помоћу лепезе летвица, налијепљених изнутра. Као конструктор, Торес је и данас актуелан. После његове смрти центар градње гитара сели се у Мадрид, да би се у XX вијеку тај занат проширио по читавом свијету.